# Bad Lieutenant
Bad Lieutenant — британская рок-группа, образованная в 2007 году тремя членами New Order — Бернардом Самнером, Филом Каннингемом и Стивеном Моррисом. К ним также вскоре присоединились Джейк Эванс (экс-Rambo and Leroy), Алекс Джеймс (экс-Blur) и Том Чапмен. Группа названа по одноимённому фильму 1992 года.

## История
С начала 2007 года стали циркулировать слухи о распаде New Order, которые члены группы категорически отвергали. Однако в мае бас-гитарист группы Питер Хук написал в своём блоге на MySpace, что группы больше нет, и что он больше не работает вместе с Бернардом Самнером. Самнер и Моррис, в свою очередь, опровергли информацию о распаде New Order, заявляя, что намереваются в будущем работать без Хука. Хук в ответ пригрозил судебным иском в случае, если название New Order будет продолжать использоваться. В итоге, в октябре 2007 года было объявлено, что Самнер, Моррис и Каннингем будут работать под именем Bad Lieutenant. В состав новой группы вошли Джейк Эванс (вокал) и Том Чапмен (бас-гитара). Также в группе короткое время принимал участие Алекс Джеймс из Blur. Дебютный альбом Bad Lieutenant «Never Cry Another Tear» вышел в октябре 2009 года. В его поддержку Bad Lieutenant дали серию концертов, выступая, в том числе, на разогреве у Pet Shop Boys во время их декабрьского турне. Намеченные гастроли по США были сорваны дважды: первый раз вследствие недоразумения с визами (ноябрь 2009), во второй раз из-за извержения вулкана Эйяфьядлайёкюдль (апрель 2010).
Весь 2011 год группа работала над новым альбомом, однако 5 сентября 2011 года, неожиданно для всех, Бернард Самнер, Стивен Моррис, Фил Каннингем, Том Чапмен объявили о двух благотворительных концертах под именем New Order в октябре в Брюсселе и Париже. В концертах также приняла участие Джиллиан Гилберт, ушедшая из New Order в 2001 году, однако Питер Хук не присоединился к группе. В этом свете будущее Bad Lieutenant стало под вопросом.

## Состав
- Бернард Самнер — ведущий вокал, бэк-вокал, гитара, клавишные
- Фил Каннингем — гитара, клавишные
- Джейк Эванс — гитара, вокал, бэк-вокал, клавишные

Участвовали в туре
- Стивен Моррис — барабаны
- Том Чапмен — бас-гитара

## Дискография

### Альбомы
| Год  | Название               | Примечания       |
| ---- | ---------------------- | ---------------- |
| 2009 | Never Cry Another Tear | Студийный альбом |

### Синглы
| Год  | Название      | Примечания                         |
| ---- | ------------- | ---------------------------------- |
| 2009 | Sink or Swim  | С альбома «Never Cry Another Tear» |
| 2010 | Twist of Fate | С альбома «Never Cry Another Tear» |